# Serhij Sydortsjoek
Serhij Oleksandrovitsj Sydortsjoek (Oekraïens: Сергій Олександрович Сидорчук) (Zaporizja, 2 mei 1991) is een Oekraïens voetballer die bij voorkeur als middenvelder speelt. Hij verruilde in januari 2013 Metaloerh Zaporizja voor Dynamo Kiev.
Sydortsjoek startte zijn carrière als jeugdspeler bij Metaloerh. In 2009 debuteerde hij hier in het eerste elftal, nadat hij een jaar eerder in de A-selectie was opgenomen. In totaal speelde Sydortsjoek 54 wedstrijden in het eerste elftal van de club en 17 wedstrijden in het tweede elftal, dat een reeks lager uitkwam. In 2012 tekende hij een contract voor vijf jaar bij Dynamo Kiev, waarmee Sydortsjoek in de seizoenen 2014/15 en 2015/16 de landstitel won. Hij speelde 19 wedstrijden in de jeugdelftallen van Oekraïne. Op 9 oktober 2014 maakte Sydortsjoek zijn debuut in het Oekraïens voetbalelftal in een EK-kwalificatiewedstrijd tegen Wit-Rusland (0–2 winst). Op 19 mei 2016 werd hij opgenomen in de Oekraïense selectie voor het Europees kampioenschap voetbal 2016 in Frankrijk. Oekraïne werd in de groepsfase uitgeschakeld na nederlagen tegen Duitsland (0–2), Noord-Ierland (0–2) en Polen (0–1).
Sydortsjoek werd in mei 2024 door bondscoach Serhij Rebrov opgenomen in de Oekraïense selectie voor het EK 2024 in Duitsland. Oekraïne werd in de groepsfase uitgeschakeld na een nederlaag tegen Roemenië (3–0), een overwinning tegen Slowakije (1–2) en een gelijkspel tegen België (0–0). Sydortsjoek kwam in actie tegen Slowakije.